# Tecarthérapie

## Tecarthérapie

### Définition
La Tecarthérapie (de l’anglais Transfer of Energy Capacitive and Resistive) est une technique de transfert d’énergie par courant à haute fréquence, généralement dans la gamme des radiofréquences (300 kHz à 1,2 MHz).
Elle utilise des électrodes appliquées sur le corps pour induire un échauffement endogène dans les tissus biologiques, avec pour objectif de favoriser la cicatrisation, réduire la douleur, améliorer la mobilité et optimiser les processus métaboliques locaux.

### Principes physiques
La Tecarthérapie s’appuie sur la loi d’Ohm appliquée aux tissus biologiques, selon laquelle l’échauffement est proportionnel à la résistance électrique du tissu traversé par le courant (P = I²R).
La Tecarthérapie fonctionne selon deux modes :
- Capacitif (CET) : cible les tissus riches en eau et faibles en résistance (muscles, systèmes vasculaire et lymphatique).
- Résistif (RET) : cible les tissus à faible teneur en eau et forte résistance (tendons, ligaments, os, tissus fibreux).

Les travaux de C. Gabriel et al. (1996)1 ont permis de modéliser avec précision les propriétés diélectriques des tissus humains, ouvrant la voie à une utilisation ciblée des ondes de radiofréquence selon la nature du tissu et sa profondeur.

### Historique
La première exploitation commerciale d’appareils de Tecarthérapie date des années 1980 avec la société espagnole Indiba.
Indiba a été pionnière dans la mise en marché de dispositifs utilisant cette approche, mais la technologie elle-même n’est pas brevetée : elle repose sur des principes physiques connus et appartient au domaine public (droit commun).
Depuis, de nombreux fabricants à travers le monde développent et adaptent cette technologie à différents usages comme Winback, BTL, Human Tecar...

### Champs d’application
La Tecarthérapie est aujourd’hui utilisée dans un large éventail de domaines :
- Rééducation fonctionnelle : récupération après blessure, entorses, tendinites, lombalgies
- Médecine du sport : préparation musculaire, récupération post-effort, traitement des lésions aiguës et chroniques
- Post-opératoire : réduction de l’œdème, accélération de la cicatrisation
- Périnéo-pelvien : rééducation post-partum, troubles uro-gynécologiques, douleurs liées à l'endométriose, SOPK, dyspareunies...
- Physio-esthétique : traitement de la cellulite, raffermissement cutané, dans le domaine esthétique le terme "radiofréquence" est plus répandu
- Médecine vétérinaire : rééducation post-opératoire, gestion de la douleur chronique, stimulation musculaire, récupération (chevaux de sport)

### Études scientifiques
Plusieurs études cliniques ont évalué l’efficacité de la técarthérapie (CREТ) dans diverses indications, principalement en physiothérapie, rééducation et sport. Les résultats montrent des bénéfices significatifs sur la réduction de la douleur, l’amélioration de la mobilité et la récupération fonctionnelle.
- Arthrose du genou : Une étude randomisée contrôlée a démontré que la tecarthérapie réduit significativement la douleur et améliore la fonction articulaire chez les patients souffrant d’arthrose du genou2.
- Douleur lombaire chronique : L’association de la thérapie manuelle et de la técarthérapie améliore la douleur et la mobilité chez les patients avec lombalgie chronique non spécifique3.
- Post-AVC et spasticité : Une séance unique de tecarthérapie combinée à un massage fonctionnel réduit immédiatement l’hypertonie chez les patients post-AVC4.
- Récupération sportive : Chez les coureurs, la técarthérapie post-effort améliore la biomécanique de course et accélère la récupération5. Par ailleurs, elle augmente la température musculaire et la performance après un court échauffement6.
- Douleur des adducteurs : Chez les sportifs souffrant de douleurs au niveau de l’aine, la tecarthérapie diminue la douleur et améliore l’amplitude d’adduction de la hanche7.
- Revue systématique : Une méta-analyse récente confirme l’efficacité de la técarthérapie sur la douleur musculo-squelettique8.

### Controverses et précautions
Bien que la tecarthérapie soit utilisée par de nombreux kinésithérapeutes et médecins, certaines indications restent débattues faute d’études à large échelle.
Elle est contre-indiquée en cas de :
- Grossesse (principe de précaution)
- Présence d’un dispositif implanté électronique actif (pacemaker, défibrillateur, neurostimulateur)
- Infections ou inflammations aiguës non contrôlées
- Lésions cutanées ouvertes, plaies non cicatrisées, brûlures
- Thrombose veineuse profonde (risque d’embolie)
- Cancers ou tumeurs malignes actives dans la zone traitée / zone irradiée ou traitée récemment par radiothérapie
- Troubles de la sensibilité cutanée (risque de brûlure sans perception de la douleur)
- Pathologies cardiaques sévères non stabilisées (par précaution)